# Пишмиш, Перис
Мари Перис Пишмиш (Мария (Мари) Сукиасян арм. Մարի Սուքիասյան; исп. Paris Pişmiş, англ. Paris Pishmish; 30 января 1911, Константинополь, Османская империя — 1 августа 1999, Мехико, США) — турецкий и мексиканский астроном. Первая женщина-астроном в Турции и первая женщина-астроном в Мексике, имеющая докторскую степень по астрономии, известная как «мать астрономии в Мексике». В её честь назван ряд космических объектов, таких как Pismis 24-1, Pismis 24 и других.
Первая женщина, окончившая научный факультет Стамбульского университета. Она была одним из первых астрономов, изучавших молодые звёздные скопления с помощью фотометрии. Она работала в области галактического строения и обнаружила 20 открытых и 3 шаровых скоплений. Ректор Института астрономии (UNAM). Пишмиш Более 50 лет проработала в (UNAM) и была преподавателем первого поколения профессиональных астрономов Мексики, оставив после себя наследие более чем 100 людям, которые продолжают работать в области астрономии.

## Происхождение
Мари Сукиасян родилась 31 января 1911 года, в Конастантинополе в армянской семье. Фамилия Пишмиш была дана его деду, министру финансов, Микаэлу Пишмишу, со стороны тогдашнего султана.
На самом деле «Пишмиш» была не фамилия, а турецкий титул, означающий «созревший». Микаэл Пишмиш был членом класса эмиров, небольшой группы богатых османских армян, которые играли важную роль в коммерческой деятельности империи. Мать Мари — Филомена приходилась племянницей Матеосу Измирляну (1845–1910), предстоятелю Египетской епархии (1886–1890), Константинопольскому патриарху (1894–1896 ), а затем Католикосу всех армян (1908–1910). Таким образом, Перис Пишмиш родилась в богатой семье, которая высоко ценила образование.

## Биография
После окончания начальной школы, Перис Пишмиш пошла в среднюю школу для американских девочек. К этому моменту она знала армянский, английский, турецкий и французский языки. В этой школе она также изучала немецкий язык.
Эта школа была основана в 1876 году, но переехала на новое место незадолго до того, как Пэрис начала там учиться.
Позже, став одной из первых женщин, поступивших в Стамбульский университет, в 1933 году, она окончила его с блестящими достижениями.
В 1935—1936 годах она училась в Центральном лицее Санасаряна в Стамбуле, а затем переехала в США.
В те годы женщин не поощряли в науке и найти работу в профессиональной обсерватории было сложно. Вначале Пишмиш работала переводчиком, затем научным сотрудником Эрвина Финли-Фрейндлиха, который позже помог ей поступить в Гарвардский университет. Окончила его и в 1937 году и получила степень доктора наук по математике. Её научными руководителями были профессора Р. фон Мизес и Финли-Фрейндлих.
В 1939 году Пишмиш стала младшим научным сотрудником обсерватории Гарвардского колледжа и занимала эту должность до 1942 года. Эти годы сыграли важную роль в её становлении как профессионального астронома.
В 1942 году Пишмиш вышла замуж за мексиканского студента-астронома Феликса Ресильяса. Они уехали в Мексику и начали работать в недавно основанной обсерватории Тонанцинтла в Пуэбле, где Пишмиш работала до 1946 года.
В 1948 году она переехала в Мехико, где начала работать в Национальной обсерватории, которая входила в состав Института астрономии (UNAM). В институте Пишмиш проработала более 50 лет, где в 1985 году ей было присвоено звание Почётного астронома (Astronomo Emerita). В 1986 году Пишмишу также было присвоено звание почетного доктора Мексиканского университета (Honoris Causa).

## Научная деятельность

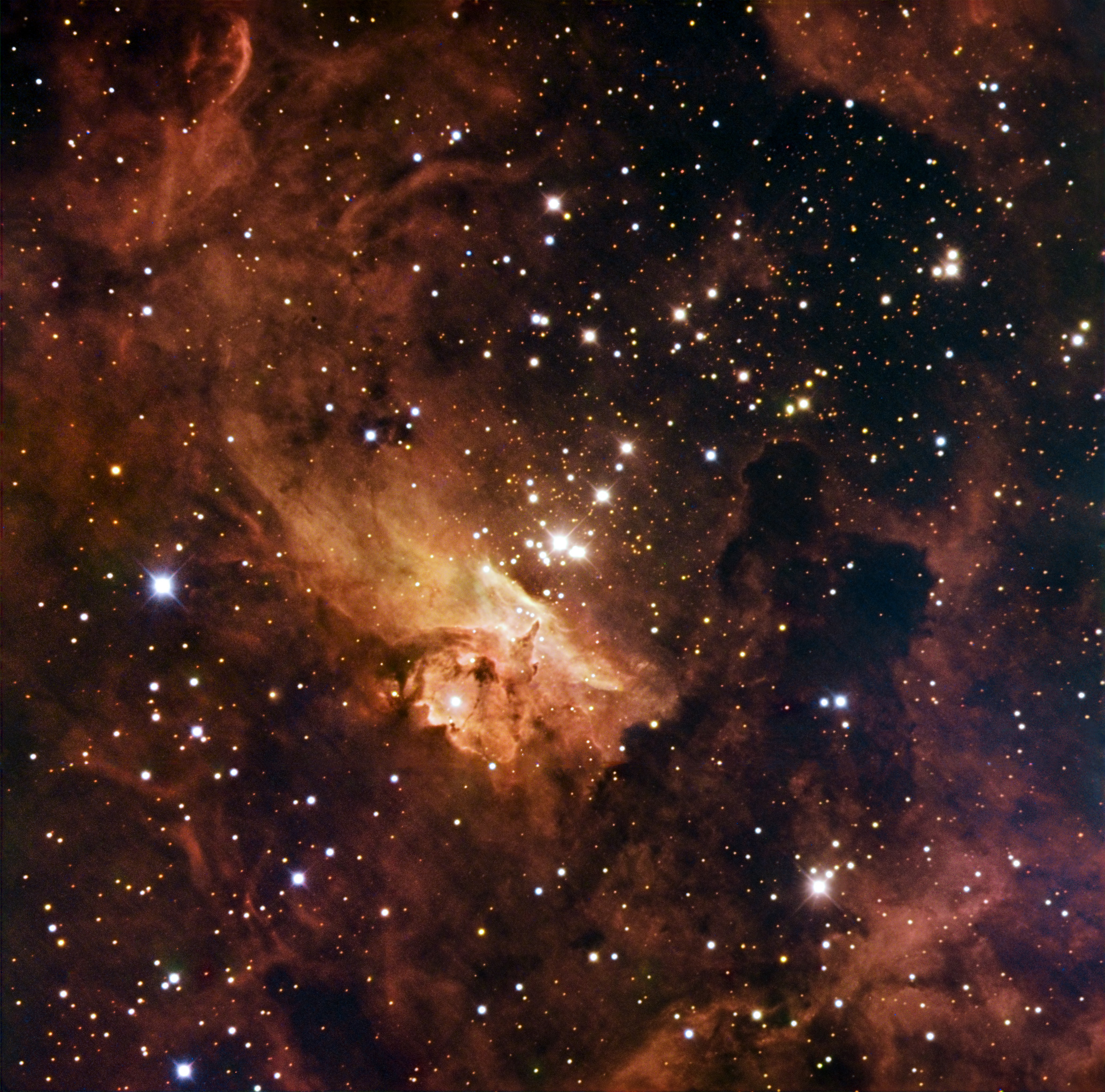
Pismis 24-1 — наиболее яркая звезда в рассеянном звёздном скоплении Pismis 24

Научные работы Перис Пишмиш касаются кинематики галактик, фотометрии туманностей и определения лучевых скоростей. Она провела первые фотометрические исследования молодых звёздных скоплений и обнаружила 3 шаровых и 20 рассеянных звёздных скоплений. Пишмиш исследовала влияние межзвёздного поглощения на звёздное распределение, наблюдаемое в звёздных ассоциациях. Она попыталась объяснить происхождение и развитие спиральной структуры галактик, а также найти причину колебаний кривых их вращения.
Одной из важных особенностей Пишмиш был постоянный интерес к новым астрофизическим разработкам. Её всегда интересовали инновационные научные идеи и методы. Пишмиш сыграла значительную роль в создании и использовании астрономических приборов. В 1972 году с целью исследования поля скоростей эмиссионных туманностей галактики, Пишмиш впервые представил в Мексике интерферометрию Фабри-Перо. Используя эту технику и данные Национальных обсерваторий Тонанцинтла и Сан-Педро-Мартир, она исследовала ряд туманностей. Позже Пишмиш исследовала также морфологию и кинематику ядер галактик умеренной активности.
В результате по различным темам астрономии Пишмиш опубликовал более 135 научных работ, в том числе статьи в таких авторитетных журналах, как Astronomical Journal, Astrophysical Journal, Astronomy and Astrophysics, Monthly Notices of the Royal Astronomical Society, Astrophysics and Space Science и других.
Пишмиш принимала активное участие в редактировании различных астрономических изданий. Возглавила трёхтомный «Астрофотометрический каталог Такубая» (1966), труды конференции N 33 МАС («Наблюдательные параметры и динамическая эволюция кратных звёзд», 1975 г.). Одним из её наиболее значительных вкладов было поощрение публикаций мексиканских астрономических журналов.
В 1966-1973 годах она редактировала «Вестник обсерваторий Тонанцинтла и Такубая» (Boletin de los Observatories de Tonantzintla y Tacubaya). Со дня основания (1974), она также редактировала главный астрономический журнал Мексики «Мексиканский журнал астрономии и астрофизики» (Revista Mexicana de Astronomia y Astrofisica).

## Педагогическая деятельность
Большая роль Пишмиш была и в педагогической деятельности. В 1955 году она начала продвигать прикладную астрономию, что было первой программой в Мексике. На протяжении многих лет она была ведущей силой воспитания новых поколений астрономов. Пишмиш возглавляла ряд студентов, ставших впоследствии известными астрономами: Аркадио Поведа, Эухенио Мендоса, Энрике Чавира, Дебора Дульцин, Альфонсо Серрано, Алехандро Руэлас, Марко Морено и других. За многолетнюю лекторскую работу и обучение молодых астрономов UNAM присудил Пишмиш Премию за преподавание естественных наук.
Другая особенность Пишмиш заключалась в положительном и заметном влиянии на всех людей, окружавших её в Института астрономии (UNAM). Она сыграла большую роль для молодых женщин и была примером преданности науке. В результате в настоящее время значительную долю (25%) из 80 астрономов института составляют женщины.

## Достижения
Пишмиш была членом ряда профессиональных организаций и обществ: Американского астрономического общества, Королевского астрономического общества Великобритании, Академии наук Мексики, Мексиканского физического общества и Международного астрономического союза (МАС).